# Jean Deza
Jean Carlos Francisco Deza Sánchez (Callao, 9 giugno 1993) è un calciatore peruviano, attaccante dello Sport Huancayo.

## Carriera

### Club
Cresciuto nell'Academia Deportiva Cantolao, gioca due stagioni in Slovacchia, nello Žilina, per poi nel 2013 tornare in patria giocando 10 partite con l'Universidad San Martín. Il 30 agosto 2013 passa in prestito ai francesi del Montpellier.

### Nazionale
Con la Nazionale Under-20 ha preso parte al Sudamericano Sub-20, giocando 6 partite.

## Palmarès

### Club

#### Competizioni nazionali
- Campionato slovacco: 1

Žilina: 2011-2012
- Coppa di Slovacchia: 1

Žilina: 2011-2012